# Jindřich VIII. (film)
Jindřich VIII. (v anglickém originále Henry VIII) je britský dramatický film z roku 2003. Režisérem filmu je Pete Travis. Hlavní role ve filmu ztvárnili Ray Winstone, Joss Ackland, Sid Mitchell, Charles Dance a Mark Strong. 

## Obsazení
| Ray Winstone            | Jindřich VIII. Tudor                        |
| Sid Mitchell            | mladý Jindřich VIII.                        |
| Joss Ackland            | Jindřich VII. Tudor                         |
| Charles Dance           | Edward Stafford, 3. vévoda z Buckinghamu    |
| Mark Strong             | Thomas Howard, 3. vévoda z Norfolku         |
| Assumpta Serna          | Kateřina Aragonská                          |
| Thomas Lockyer          | Edward Seymour, 1. vévoda ze Somersetu      |
| William Houston         | Thomas Seymour, 1. baron Seymour ze Sudeley |
| David Suchet            | Thomas Wolsey                               |
| Danny Webb              | Thomas Cromwell                             |
| Scott Handy             | Henry Percy, 6. hrabě z Northumberlandu     |
| Helena Bonham Carterová | Anna Boleynová                              |
| Dominic Mafham          | George Boleyn                               |
| Benjamin Whitrow        | Thomas Boleyn                               |
| John Higgins            | Robert Barnes                               |
| Michael Maloney         | Thomas Cranmer                              |
| Lara Belmont            | Marie I. Tudorovna                          |
| Emilia Fox              | Jana Seymourová                             |
| Sean Bean               | Robert Aske                                 |
| Joseph Morgan           | Thomas Culpeper                             |
| Marsha Fitzalan         | Alžběta Staffordová, vévodkyně z Norfolku   |
| Emily Bluntová          | Kateřina Howardová                          |
| Hugh Mitchell           | Eduard VI.                                  |